# Harry von Bülow-Bothkamp

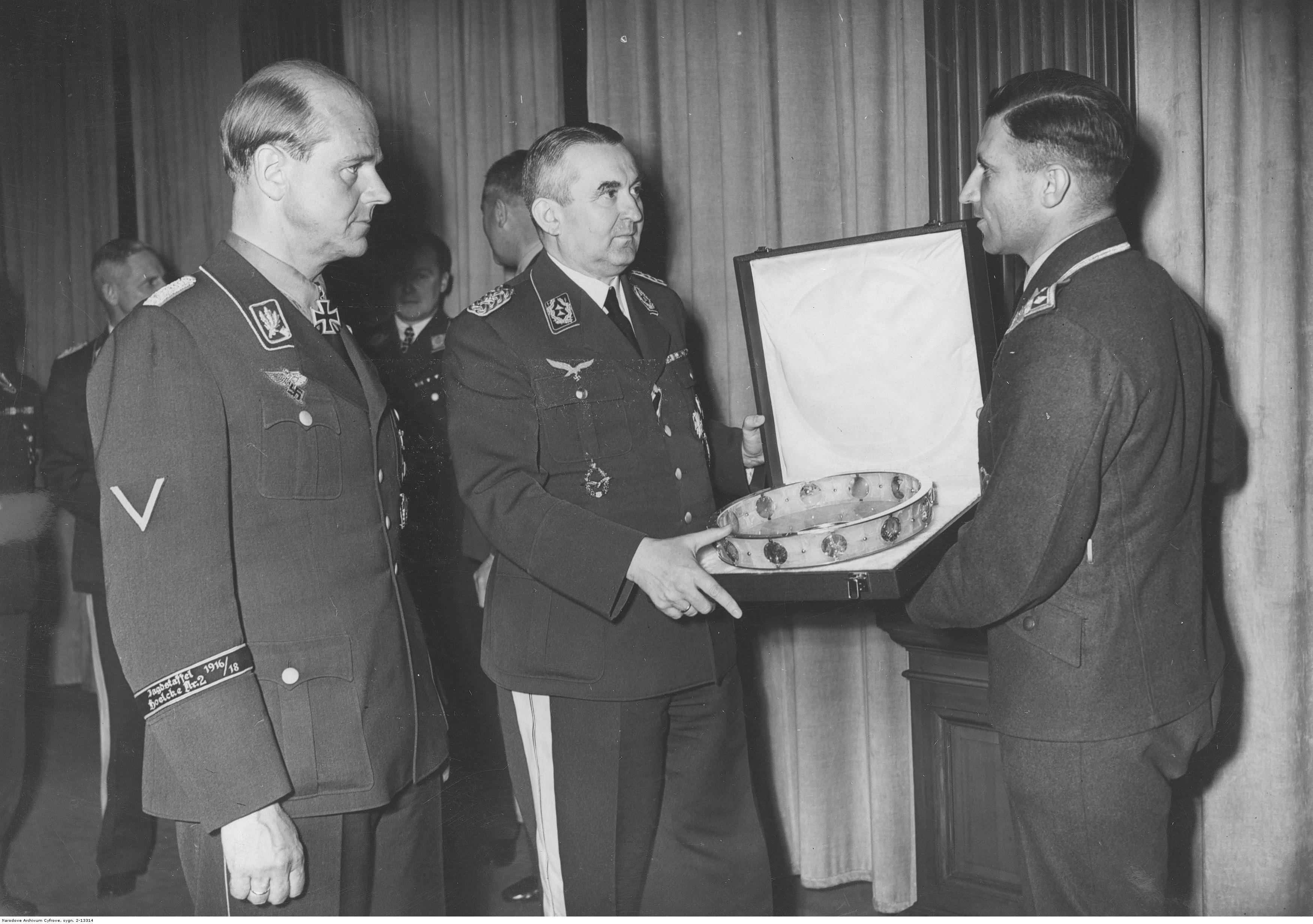
NSFK-Obergruppenführer Harry von Bülow-Bothkamp (erster von links) bei der Übergabe einer Auszeichnung von Adolf Hitler an den Fluglehrer Kurt Schmidt.

Harry Kurt Ernst von Bülow-Bothkamp (* 19. November 1897 in Schloss Bothkamp; † 27. Februar 1976 in Alt-Bokhorst) war ein deutscher Fliegeroffizier sowie Jagdflieger im Ersten Weltkrieg. Im Zweiten Weltkrieg war er Kommodore des Jagdgeschwaders 2 „Richthofen“ und als NSFK-Obergruppenführer war er Inspekteur des Nationalsozialistischen Fliegerkorps.

## Leben
Bülow-Bothkamp stammte dem Hause Bothkamp des ursprünglich mecklenburgischen Adelsgeschlechts von Bülow und war der jüngste von vier Brüdern (und mehreren Schwestern). Seine Eltern waren Cai von Bülow-Bothkamp, Landrat a. D. und Gutsbesitzer und Elisabeth, geborene Gräfin Holstein. Er besuchte ein humanistisches Gymnasium, machte das Notabitur, zog als Freiwilliger in den Ersten Weltkrieg, später studierte er Landwirtschaft. Am 27. August 1926 heiratete von Bülow, seine Frau brachte zwei Kinder aus erster Ehe mit, die er adoptierte.

### Militärische Karriere

#### Erster Weltkrieg
Am 26. September 1914 trat er als Kriegsfreiwilliger dem 1. Husaren-Regiment „König Albert“ Nr. 18 der Sächsischen Armee in Großenhain ein, wurde Anfang 1915 an die Westfront gesandt und war an Stellungskämpfen in der Champagne beteiligt. Am 22. Mai 1916 zum Leutnant der Reserve befördert, begann er ab dem 9. Juli 1916 seine Ausbildung zum Flugzeugführer. Am 24. Dezember 1916 wurde er zur Feldflieger-Abteilung 53 an die Front kommandiert, später auch versetzt. Am 6. Juli 1917 wurde er – nach erfolgter Ausbildung zum Einsitzerpiloten – zur Jagdstaffel 36, welche unter dem Kommando seines Bruders Walter stand, versetzt. Am 2. Januar 1918 kam er dann in die berühmte Jagdstaffel „Boelcke“, als dessen Führer sein Bruder Walter nur vier Tage später fiel. Am 12. März 1918 kehrte er in die Jagdstaffel 36 zurück, die Führung der Staffel wurde ihm am 4. Juni übertragen. Harry von Bülow-Bothkamp hatte in der Jasta 36, während der Dritten Flandernschlacht und der Schlacht von Soissons und Reims insgesamt sechs Luftsiege errungen. Im September 1918 wurde er – auf Befehl des Kaisers – nach dem Tod seines dritten Bruders, Conrad, von der Front abgezogen. Conrad war im August 1918 in Finnland tödlich verunglückt, der älteste Bruder, Friedrich, bereits im August 1914 und Walter, ebenfalls ein Jagdfliegerass, war am  6. Januar 1918 gefallen. Er schied am 22. Januar 1919 aus dem Militärdienst aus. Für sein Wirken während des Krieges zeichnete ihn König Friedrich August III. mit dem Ritterkreuz II. Klasse des Albrechts-Ordens mit Schwertern und am 7. Oktober 1918 mit dem Ritterkreuz des Militär-St.-Heinrichs-Ordens aus. Außerdem erhielt er beide Klassen des Eisernen Kreuzes, das Militär-Flugzeugführer-Abzeichen sowie das am 9. Oktober 1918 das Ritterkreuz des Königlichen Hausordens von Hohenzollern mit Schwertern.

#### Zwischenkriegszeit
Nach Beendigung des praktischen und theoretischen landwirtschaftlichen Studiums bewirtschaftete er ab 1920 das Familiengut Bothkamp. 1922 gründete er mit dem ehemaligen Jagdflieger Paul Bäumer in Hamburg die Fliegerschule/Flugzeugbaufirma „Bäumer Aero GmbH“ mit dem Ziel der Wiederbelebung der völlig am Boden liegenden „Fliegerei“. Von Bülow nahm an mehreren großen Flugwettbewerben teil und bildete zahlreiche Flieger aus. Nach dem tödlichen Absturz Bäumers 1927 führte er das Unternehmen unter großen Opfern bis zum finanziellen Zusammenbruch 1929 fort. Zum 1. Mai 1932 trat er in die NSDAP ein (Mitgliedsnummer 1.114.249) und war dann vorwiegend innerhalb der Politischen Organisation (PO) tätig. Im Juli 1933 wurde er zum Führer der Flieger-Landesgruppe III „Nordmark“ durch den Reichsluftfahrtminister ernannt.
Innerhalb der NSDAP bekleidete er verschiedene öffentliche Ämter und Ehrenämter. In den President Franklin D. Roosevelt’s office files, 1933–1945 wird von Bülow als Schlüsselfigur des Nationalsozialismus aufgeführt.

#### Zweiter Weltkrieg
Am 1. Januar 1935 trat er der neu geschaffenen Reichsluftwaffe bei, wo er am 4. Februar das Flugzeugführerabzeichen verliehen bekam. Vom 7. August bis zum 27. August 1936 war er beim Jagdgeschwader „Richthofen“/Gruppe Döberitz aktiv. Am 31. Juli 1937 wurde Major Harry von Bülow, auf eigenen Antrag, aus dem aktiven Wehrdienst entlassen und den Reserveoffizieren der I. Gruppe/JG 137 zugeteilt, bis er dann am 30. November 1939 der Gruppenkommandeur der II. Gruppe/JG 77 wurde. Als Oberstleutnant war er vom 1. April bis 3. September 1940 Kommodore des JG 2 „Richthofen“, wurde am 22. August 1940 mit dem Ritterkreuz des Eisernen Kreuzes ausgezeichnet und noch zum Oberst befördert. Am 1. April 1944 wurde er zum Jagdfliegerführer 4 (JaFü 4) ernannt und im September 1944 in die Führerreserve versetzt.
Durch seine 6 bestätigten Abschüsse im Ersten und 12 bestätigten Abschüsse im Zweiten Weltkrieg war Harry von Bülow-Bothkamp einer von zwei bekannten Jagdfliegern (der andere war Theodor Osterkamp) die den Status Ass (mind. 5 Abschüsse) in beiden Weltkriegen erreichten.